# Les Coulisses de l'exploit
 (novembre 2012).
Les Coulisses de l'exploit est une émission télévisée mensuelle d'informations sportives créée par Jacques Goddet et Raymond Marcillac, et diffusée sur RTF Télévision puis sur la première chaîne de l'ORTF du 13 décembre 1961 au 16 août 1972.

## Caractéristiques
Le principe de cette émission est de rendre compte de l'actualité sportive mais également d'aller à la rencontre d'hommes et de femmes accomplissant des prouesses exceptionnelles.
Selon Raymond Marcillac : « Le sport de compétition n’est pas notre seul champ d’action. Il ne l’a jamais été. Nous voulons faire découvrir des êtres dont la vie est enrichissante, exaltante ; des hommes qui ont accompli des actions pouvant être proposées à notre admiration sans réticence. »
Son générique, au rythme très entraînant, utilisait la musique de la Marche des gueules noires extraite de l'opérette Rendez-vous à Paris de Georges Liferman.

## Première émission
Le sommaire de la première émission comprend les sujets suivants :
- Qui êtes-vous Monsieur Ferrari ?, rencontre avec Enzo Ferrari.
- 186 km/h à bicyclette, reportage de Robert Chapatte et Jean Pradinas. À 48 ans, José Meiffret poursuit avec ténacité le rêve fou d’atteindre les 200 km/h à bicyclette.

## Émissions
(août 2025).
Quelques reportages emblématiques de cette émission :
- 1961 :
  - L’apprenti catcheur, reportage de Roger Couderc. L’étonnante reconversion de Jean Debuf qui, après vingt ans d’une carrière exceptionnelle en haltérophilie, prend ses premières leçons de catch avec l’entraîneur René Ben Chemoul.

- 1962 :
  - Butantan… Butantan… Butantan, reportage de Léon Zitrone. Léon Zitrone commente à sa façon le long combat entre un serpent à sonnettes (venimeux) et un mussurana (non venimeux). Ce dernier s'enroule autour du corps du premier, l'étouffe progressivement pour l'avaler vivant, lentement.
  - Une nuit sur le Mont Blanc, Gaston Rebuffat et Haroun Tazieff passent la nuit dans un igloo construit au sommet du Mont Blanc.
  - 5 millions de Pelé, au Brésil, la passion du football est reine.
  - Jacqueline Auriol, reportage de Claude Fayard – commentaire et entretien de Léon Zitrone. Léon Zitrone interroge la grande aviatrice Jacqueline Auriol alors qu’elle tente d’établir un nouveau record de vitesse.
  - Lâchés dans le ciel, reportage de Jean-Jacques Dubourg et Daniel Camus. Série d'images spectaculaires sur des exercices de chute libre.
  - Le sorcier de Port Sea, reportage de Thierry Roland. À 68 ans, l’entraîneur Percy Cerutty, célèbre pour ses méthodes révolutionnaires, fait encore preuve d’une vitalité hors du commun.
  - Monsieur le président, reportage de Jean Pradinas. Où l’on découvre que Jacques Chaban Delmas, président de l’Assemblée nationale, est un sportif de haut niveau qui ne néglige pas de faire quelques étirements dans les couloirs de l’Assemblée.
  - Louison Bobet, reportage de Robert Chapatte. Quelques mois après un terrible accident, Louison Bobet met tout en œuvre pour revenir à son meilleur niveau.
  - Le sorcier du football, reportage de Gilbert Larriaga et Robert Chapatte. Après le Stade français, l’Atletico Madrid, le FC Séville ou encore le grand FC Barcelone, c’est à l’Inter de Milan que le grand entraineur Helenio Herrera a posé ses valises.
  - Ray Sugar Robinson, rencontre avec Ray Sugar Robinson qui ne désespère pas, à 40 ans passés, de redevenir le plus grand boxeur de son temps et se lance simultanément dans une carrière d'homme d'affaires.
  - Au fond du gouffre, reportage de Jacques Ertaud. Michel Siffre vient de passer deux mois « hors du temps », seul au fond du gouffre de Scarasson, à plus de cent mètres de profondeur. Un reportage dans les parties encore inexplorées du Gouffre de Padirac nous initie dans un premier temps à la spéléologie, puis un entretien avec Michel Siffre nous permet de mieux comprendre son expérience.

- 1963 :
  - La balle au fou, reportage de Jean Bescont, Andy Mulligan et Jo Mennel - commentaire de Roger Couderc. Une balle, une route de campagne, deux concurrents : un sport traditionnel irlandais populaire, insolite et illégal.
  - Taureaux et raseteurs, reportage de Max Sautet[3] - commentaire de Léon Zitrone. En Camargue, les raseteurs doivent arracher des cornes d’un taureau trois glands de laine et une cocarde retenus par une ficelle. Un jeu dangereux.
  - Il ne pilotera plus, reportage de Jacques-Olivier Chattard – commentaire de François Janin. Après son terrible accident de Goodwood, Stirling Moss annonce son retrait de la compétition et évoque sa rivalité avec le grand Fangio.
  - Jules Ladoumègue, reportage de Gilbert Larriaga et Edouard Seidler. Portrait de l'idole de l’athlétisme français d’avant guerre, dont la foulée n’a rien perdu de sa souplesse.
  - La capoeira, reportage de Georges de Caunes. Première démonstration de capoeira à la télévision française.
  - Carnaval de Rio, reportage de Henri Carrier – commentaire de Claude Thomas. Au Carnaval de Rio, des milliers de gens descendent des favelas pour un marathon de quatre jours de danse.
  - Les pêcheurs de Recife, reportage de Henri Carrier – commentaire de Claude Thomas. Au Brésil, les pêcheurs de Recife partent en mer sur de petites embarcations appelées jangada.

- 1964 :
  - Le prince de l’arène, reportage de Max Sautet – commentaire de Pierre Cordelier. Reportage de ville en ville dans les coulisses de la tournée marathon d’El Cordobés, plus célèbre torero de son temps.
  - Monsieur Drop, reportage de Roger Couderc. Portrait de Pierre Albaladejo, demi d’ouverture de Dax et du XV de France, alors qu’il vient d’annoncer sa retraite internationale.
  - Aïkido, reportage de Lucien Gavinet – commentaire de Thierry Roland. Rencontre avec les premiers maîtres français d’un jeune art martial, l’aïkido, et son créateur, Morihei Ueshiba.
  - Alaska, reportage de Lionel Terray. Récit en images de la première ascension du Mont Huntington en Alaska par le meneur de l’équipe, Lionel Terray, décédé l’année suivante dans les Alpes.
  - Les sorciers du basket, reportage de Roger Pradines – commentaire de Etienne Lalou. Découverte du show des Harlem Globe Trotters, basketteurs américains filmés lors de leur passage en Europe.
  - Ecole de haute Montagne, reportage de Régis Forissier – commentaire de Jacques Perrot. Dans la vallée autour de Chamonix, se niche l'école militaire de haute montagne où chaque année, une nouvelle promotion de jeunes soldats vient s'initier à l'art de la guerre en altitude[4].
  - L'île aux requins, reportage de Régis Forissier – commentaire de Jacques Perrot. Une équipe de plongeurs émérites s'est installée sur un atoll du Pacifique pour leurs vacances, avec le but secret d'accrocher des requins à leur tableau de chasse[5].

- 1965 :
  - Les plongeurs d’Acapulco, reportage d’Yves Bonsergent et Adolphe Dhrey. À Acapulco, de jeunes plongeurs bravent le danger en sautant depuis le rocher de la Quebrada (en) pour divertir les touristes.
  - Un homme sur un fil, reportage d’Aren Papazian – commentaire de Michel Drucker. Dans le cadre grandiose du barrage de Grangent, le funambule Henry’s s’apprête à réaliser la traversée d’une vallée sur un simple câble d’acier.
  - La joie de courir, reportage de François Chalais. Présenté comme « le plus célèbre inconnu de France », le champion Michel Jazy est mis à nu par la curiosité de François Chalais.
  - Défi à Mick Micheyl, reportage de Jean Manceau – commentaire de Maurice Séveno. Dans son nouveau spectacle au Casino de Paris, Mick Micheyl ose les acrobaties les plus folles. Portrait d’une audacieuse qui accepte avec enthousiasme un nouveau défi : l’acrobatie à moto.
  - Abebe Bikila, reportage de François Chalais. Trois jours en compagnie d’Abebe Bikila, recordman et double champion olympique du marathon, premier héros du sport africain.
  - Starlettes, reportage de Michel Parbot – commentaire de Claude Thomas. Au Festival de Cannes, se faire remarquer des producteurs relève du parcours du combattant pour les jeunes femmes suivies par l’équipe des Coulisses de l’exploit
  - Commandos de Neptune, reportage de Régis Forissier – commentaire de François Janin. Reportage consacré à l'entraînement des commandos marines dans la presqu'île de Saint-Mandrier[6].
  - Premier appontage, reportage de Régis Forissier – commentaire d'Eugène Bollard. Reportage consacré à l'escadrille des crusaders lors d'exercices d'entraînement sur la plate-forme du porte-avions Clémenceau[7].

- 1966 :
  - Pilote de course, reportage de Jean-René Vivet – commentaire de François Janin. Au volant de sa Matra, Jean-Pierre Beltoise est le nouvel homme fort de la saison de Formule 2.
  - Peter Pan, reportage de Jean Pradinas – commentaire de Roger Couderc. De Bagnères-de-Bigorre au stade de Colombes, Jean Gachassin illumine le rugby de son audace et emporte l’adhésion du public qui l’a affectueusement surnommé Peter Pan.
  - Les Spanghero, reportage de Roger Couderc. Reportage à Bram, dans l’Aude, berceau d’une fratrie exceptionnelle de rugbymen : les frères Laurent et Walter Spanghero[8].
  - Les nageurs de combat, reportage de Régis Forissier – commentaire de François Janin. Unité particulière de la Marine Nationale, les nageurs de combat agissent lors d'interventions ultra-secrètes et délicates[9].
  - Un nouveau bolide, reportage de Régis Forissier – commentaire de François Janin. Reportage consacré au constructeur automobile Matra dirigée par Jean-Luc Lagardère. Avec la participation de Jackie Stewart[10].
  - Caroll Shelby, reportage de Régis Forissier – commentaire d'Eugène Bollard. Après une carrière de pilote automobile durant laquelle il remporta notamment les 24 heures du Mans, Caroll Shelby se consacre désormais à la construction de voitures de course[11].
  - École US pour nageurs français, reportage de Régis Forissier – commentaire de François Janin. Différents membres de l'équipe de France de natation, nageurs et entraineurs, ont suivi durant un mois les entraînements de Peter Daland, directeur sportif de l'université de Los Angeles[12].
  - Majorettes, reportage de Régis Forissier et Eugène Bollard – commentaire de Claude Thomas. Présentation des majorettes du Santa Monica City College (Californie) appelées les "Coronettes"[13].
  - Les Dragsters, reportage de Régis Forissier – commentaire d'Eugène Bollard. Aux États-Unis, les stock-cars sont désormais remplacés par des voitures surpuissantes appelées dragsters. Chaque week-end sur la piste de Lakewood, des courses consistant en une épreuve d'accélération sont organisées afin de désigner le dragsters le plus rapide.

- 1967 :
  - Le Huascaran, reportage de Jacques Ertaud Images de Robert Paragot et Lucien Berardini. Un groupe d’alpinistes réussit pour la première fois l’ascension de la face nord du Huascaran dans la Cordillère des Andes. Un exploit qui coûtera la vie à l’un d’entre eux…
  - Les lutteurs turcs, reportage de Jean Pradinas – commentaire de Claude Thomas. En Turquie, la lutte est un spectacle durant lequel les lutteurs exaltent leur force ancestrale. Sur les bords du Bosphore, deux lutteurs se sont lancé un défi.
  - Trampoline, reportage de Claude Thomas. Reportage consacré à une discipline de gymnastique particulièrement acrobatique, le trampoline.

- 1968 :
  - Sur les traces de Killy, reportage d’Yves Bonsergent et Charles Santini - commentaire de Jacques Perrot. Portrait de l’un des plus grands champions du sport français : le skieur Jean-Claude Killy, quelques semaines avant les Jeux Olympiques de Grenoble, où il triomphera, remportant trois médailles d’or.
  - Saint-Étienne champion, reportage de Charles Gérard, Adolphe Dhrey et Yves Bonsergent - commentaire de Léon Zitrone. L’exceptionnelle saison de Saint-Étienne, qui vient de réaliser le doublé championnat/Coupe de France, s’achève dans la douleur avec une défaite en Coupe d’Europe face au Celtic Glasgow.
  - Puits numéro sept, reportage de Jacques Sorkine – commentaire de Michel Drucker. Reportage consacré à l’exploit quotidien des mineurs de fond du bassin houillier de Lens.

- 1969 :
  - Pour le maillot jaune, reportage de Jean-Michel Leulliot, Adolphe Dhrey et Yves Bonsergent. Entretien avec Raymond Poulidor qui évoque ici son enfance, sa découverte du cyclisme, sa carrière, sa déveine et sa rivalité avec Jacques Anquetil.

- 1970 :
  - Rallye des éléphants, chaque année de nombreux motards bravent le froid et la neige pour se rassembler au Nürburgring. À 80 ans, Robert ne raterait cette occasion pour rien au monde.
  - Cyril Atanassoff, reportage de Jean Pradinas – commentaire de Claude Thomas. Danseur étoile à l’Opéra de Paris, aussi à l’aise avec le répertoire classique qu’avec le moderne, Cyril Atanassoff est considéré comme l’un des danseurs les plus brillants de sa génération.
  - Salif Keita, reportage de Lucien Gavinet – commentaire d’Adolphe Dhrey. Rencontre avec la star de Saint-Étienne, Salif Keita.

## DVD
En 2011, Ina éditions a sorti une anthologie de trois DVD regroupant neuf montages de 52 minutes des plus grands moments des Coulisses de l'exploit.